# Ángel, las alas del amor
Ángel, las alas del amor (trad.: Anjo, As Asas do Amor) é uma telenovela mexicana produzida por Carlos Márquez e Julio de Rose e exibida pela Azteca entre 27 de novembro de 2006 e 9 de fevereiro de 2007. 
Foi protagonizada por Adriana Louvier e Christian Sancho com antagonização de Gabriela de la Garza, Jeaninne Derbez e Erik Hayser.

## Sinopse
Don Abel é dono de uma exitosa empresa chamada "Babel", mas ele se encontra em seu leito de morte, mas não sabe a quem deixar a cargo da empresa, É aí quando aparece Ángel, um anjo caído do céu, ao qual deia a cargo da empresa. Com isto se rompem as ilusões da malvada Miranda, quem queria ficar com tudo junto a Iván, seu amante.
Mas enquanto se está encarregando de cumprir a última vontade de Don Abel, Ángel conhece a Celeste, uma bela jovem da qual acaba perdidamente apaixonado.

## Elenco
- Christian Sancho ...  Ángel
- Adriana Louvier ...  Celeste
- Rafael Sánchez-Navarro ...  Fernando Blanco
- Gabriela de la Garza ...  Miranda
- Guillermo Iván ...  Enrique
- Jeannine Derbez ...  Carmina
- Juan Carlos Martín del Campo ...  Jorge
- Erik Hayser ...  Iván
- Marcela Ruiz ...  Sofía
- Francisco Barcala ...  Padre Juan Solano